# Landbyska verket 4 (hus nr 1)

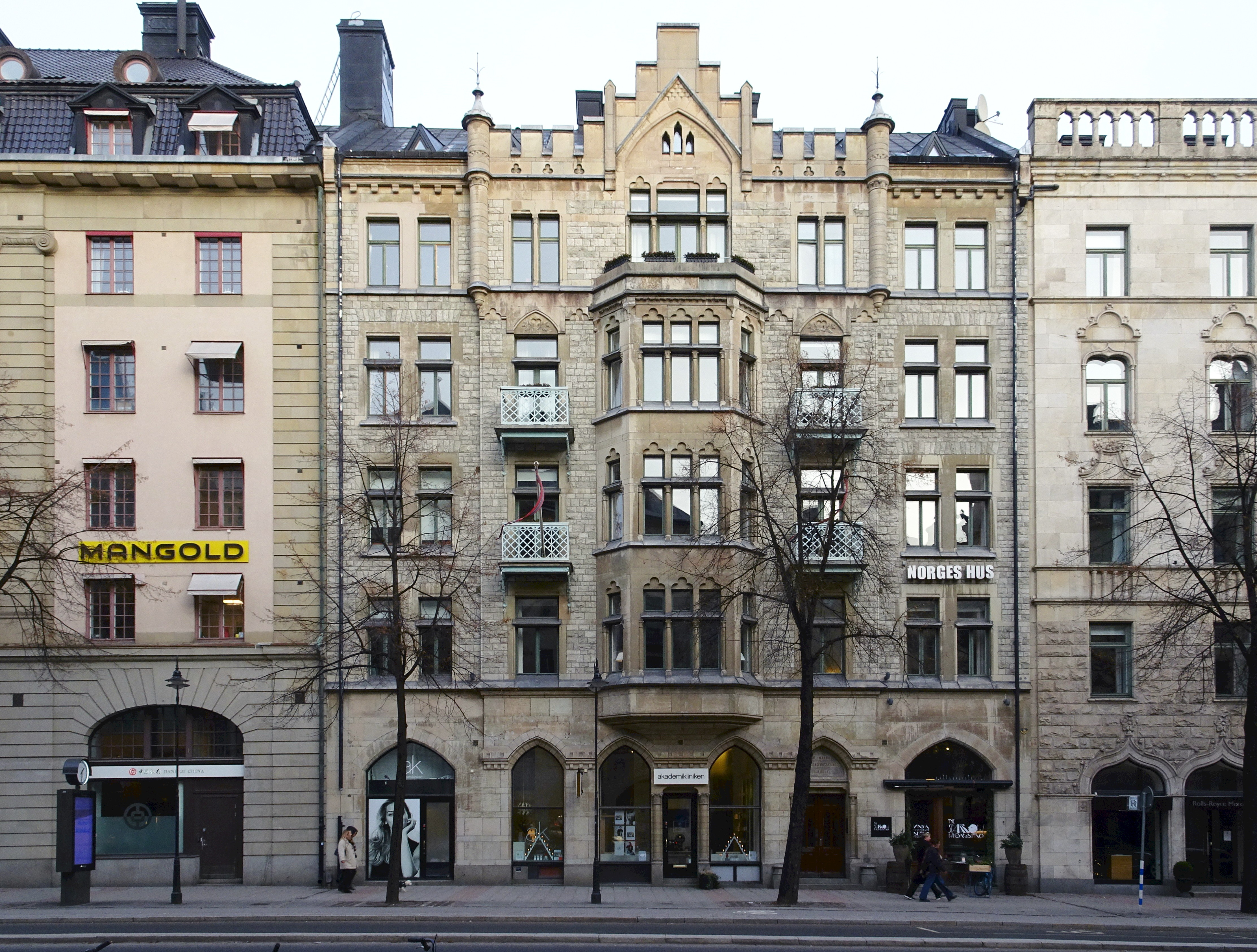
Birger Jarlsgatan 26, december 2019.

Landbyska verket 4 (hus nr 1) är en fastighet i kvarteret Landbyska verket vid Birger Jarlsgatan 26 på Östermalm i Stockholm. Fastigheten uppfördes 1897–1899 och är en av fyra byggnader i kvarteret som är blåmärkt och anses av Stadsmuseet i Stockholm representerar ”synnerligen höga kulturhistoriska värden”.  År 2002 slogs fastigheten ihop med granntomten i söder till det gemensamma namnet Landbyska verket 4, se Landbyska verket 4 (hus nr 2).

## Historik

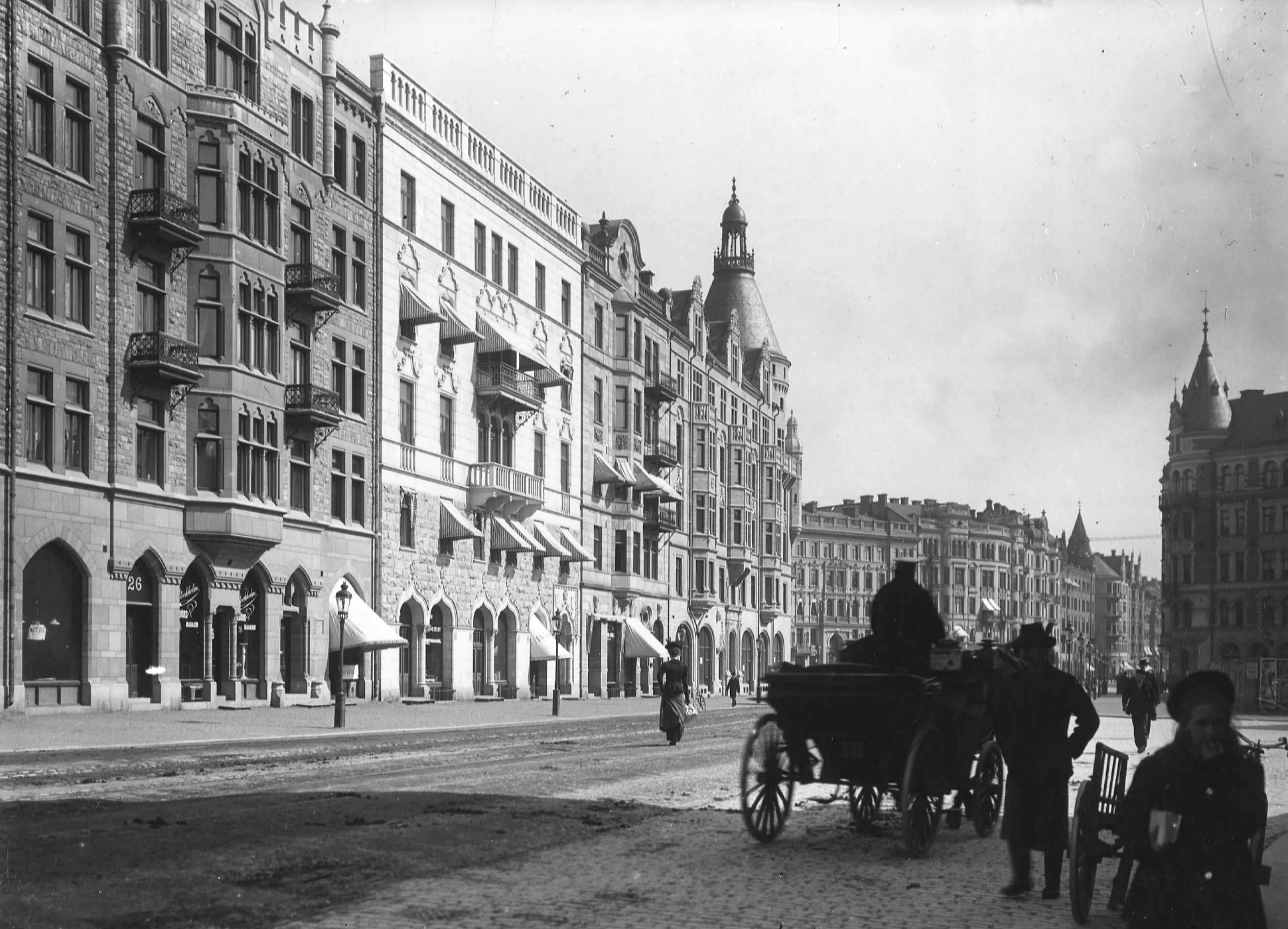
Nybyggda Birger Jarlsgatan 26 längst till vänster, vy söderut omkring 1900.

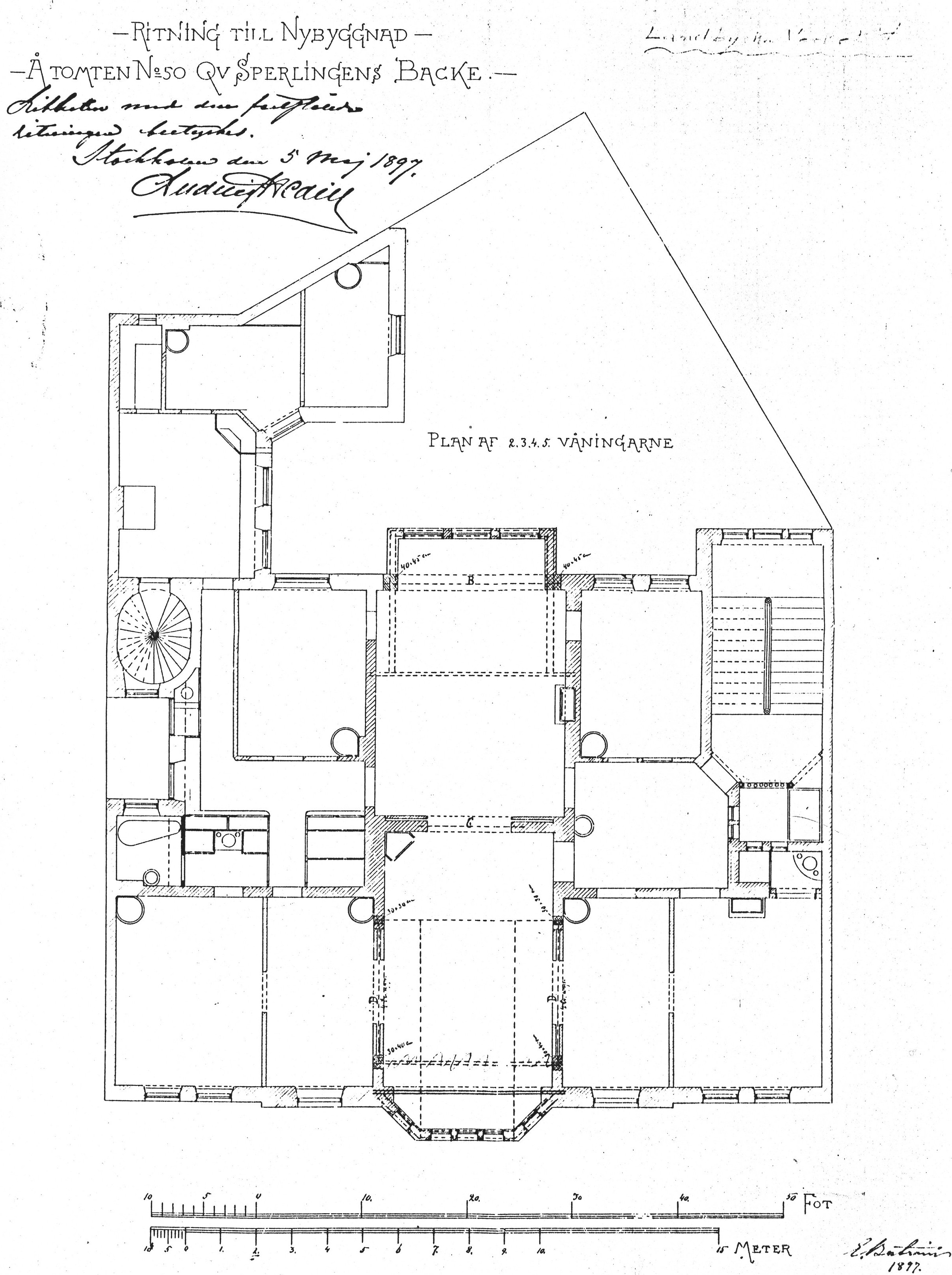
Våning 1–4 trappor, ritning från 1897.

### Bakgrund
Det kilformade område som sedan 1921 bär kvartersbeteckningen Landbyska verket fastställdes i en stadsplan från 1879 som hade sina rötter i Lindhagenplanen från 1866. Kvarteret hette då Sperlingens backe. Bebyggelsen bestod av enkla träkåkar. Här hade bryggaren Christian Landby (1784–1823) sin bryggerirörelse i början av 1800-talet, kallad Landbyska verken (därav dagens kvartersnamn). Husen revs när Engelbrektsplan anlades 1894. Kvarterets tomter började därefter bebyggas med exklusiva stenhus.

### Byggnadsbeskrivning
År 1897 ansökte fastighetsägarna verkmästaren C.G. Grip och arkitekten Erik Boström att få uppföra ett bostadshus i fem våningar på sin tomt som då hade fastighetsbeteckningen Sperlingens backe 50. Boström kom även att bli arkitekt för bygget och byggmästare Axel Edengren (1856-1935) uppförde det. Marken mot Birger Jarlsgatan består av lera och var sank, här flöt en gång Rännilen förbi från det närbelägna Träsket. Husgrunden förstärktes därför av omkring 800 träpålar. 
I bottenvåningen anordnades butikslokaler och de fyra våningarna ovanför innehöll bostäder, en lägenhet per våning, alla med samma planlösning. De innehöll åtta rum samt stora biutrymmen som serveringsgång och tambur. Fem rum mot gatan låg i fil. Till huset bygges en mindre gårdsflygel, där låg köket och två jungfrukammare för herrskapets tjänstefolk. För att komma dit fick de använda den så kallade kökstrappan.
Fasaden mot Birger Jarlsgatan kläddes i vit kalksten och fick en symmetrisk uppbyggnad med historiserande formgivning. I höjd med bottenvåningen är kalkstenen släthuggen och däröver grovhuggen och rusticerad med släthuggna detaljer. Skyltfönstren har spetsbågar. Mitten accentuerades genom ett högt burspråk som sträcker sig mellan våning ett och tre och avslutas med en balkong. Till höger och vänster om burspråket syns sammanlagd fyra sirliga balkonger som bärs upp av smidda järnkonsoler och hörde till våningarna på plan tre och fyra. Ovanför taklisten smyckades fasaden med en central placerad trappgavel som flankeras av två tureller. Mitt under burspråket finns en butiksdörr. Kring den och kring entréporten märks uthuggna kolonner med kapitäl formgivna med inspiration av korintisk ordning.

### Ägare och verksamhet
Grip och Boström hade byggd på spekulation och redan år 1900 hade de sålt huset till en fabrikör L. Göransson som två år senare sålde till fröken Elisabeth Norlund. Det följde täta ägobyten tills Allmänna Pensionsförsäkringsbolaget förvärvat egendomen 1921. Deras namn finns fortfarande i spetsbågen över entréportalen. 1968 köpte Stockholms stad fastigheten tillsammans med grannhusen Birger Jarlsgatan 20, 22 och 24 för att rädda de från rivning. Huset renoverades och ombyggdes för att passa en av stadens verksamheter som flyttade in. 1973 renoverades fasaderna. 
I februari 2002 sålde Stockholms stad fastigheterna Landbyska verket 4 (Birger Jarlsgatan 26) och Landbyska Verket 11 (Birger Jarlsgatan 24) för 75 respektive 110 Mkr. Köpare var det 1996 bildade Norges Hus AB som tidigare hyrde lokaler i båda byggnader. Motiveringen till köpet var att köparen behövde mer kontorsytor för att ”främja norskt näringsliv och norsk kultur i Sverige”. Samtidigt slogs de båda fastigheterna samman till Landbyska verket 4 (hus nr 1 och hus nr 2). 2010 flyttade skönhetssalongen Akademikliniken in i en del av huset. Högra (södra) delen av bottenvåningen disponeras sedan 2019 av The Sparrow Winebar & Bistro som hör till The Sparrow Hotel vilket ligger i byggnaden och i huset intill intill. Norges Hus AB har själv inga lokaler i huset utan fungerar som hyresvärd via Kommanditbolaget Landbyska Verket 11.

### Nutida bilder

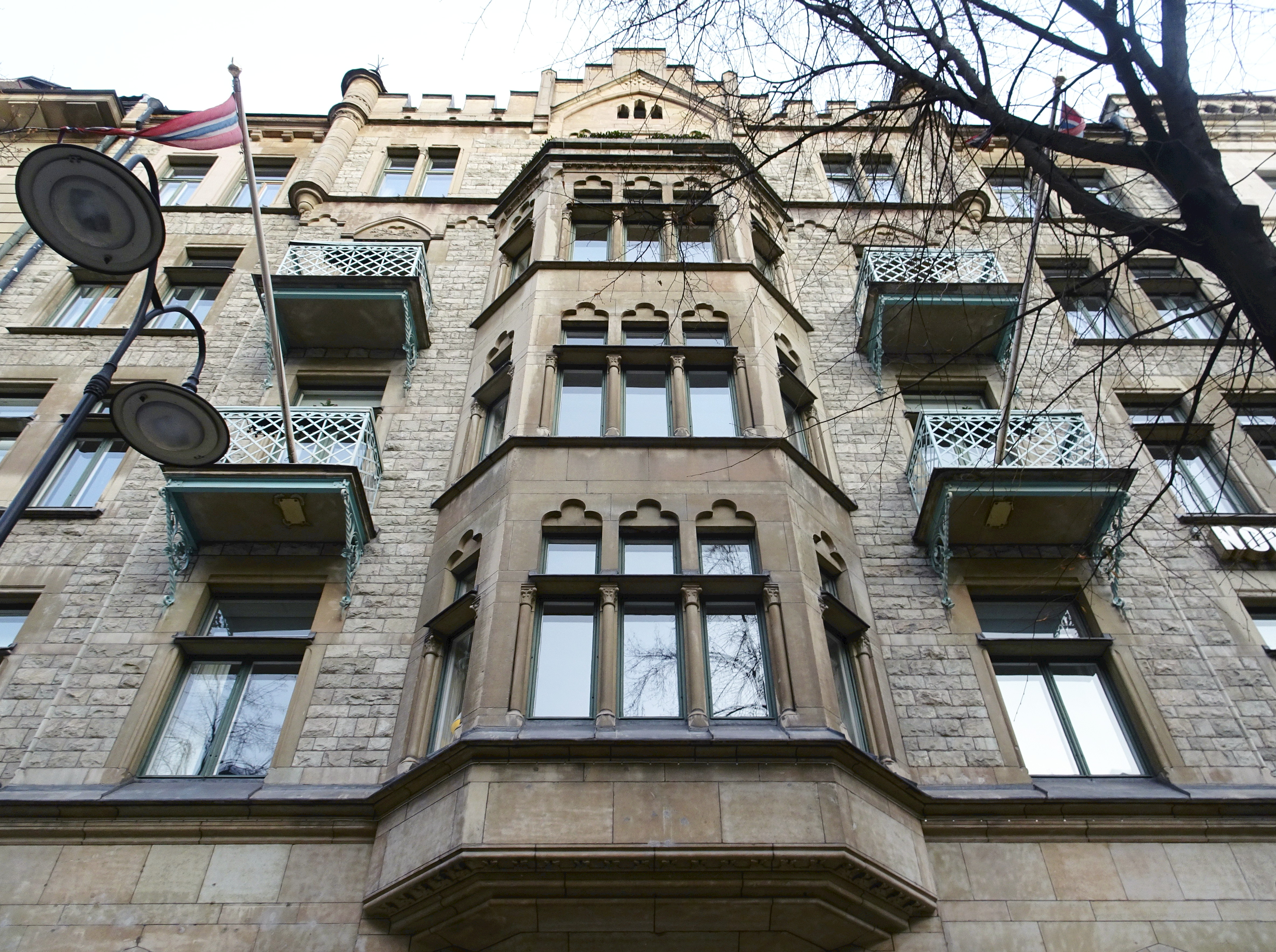
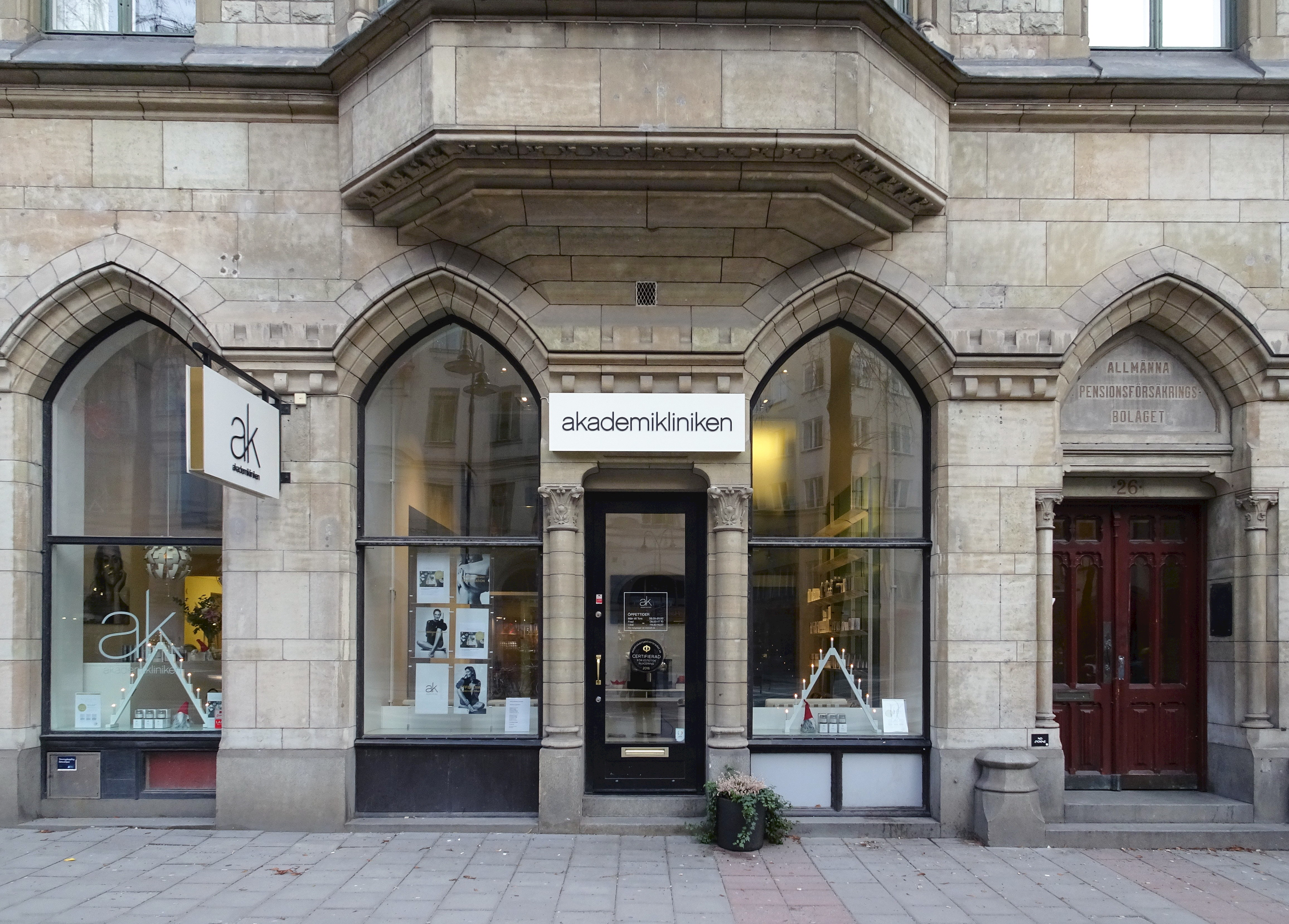
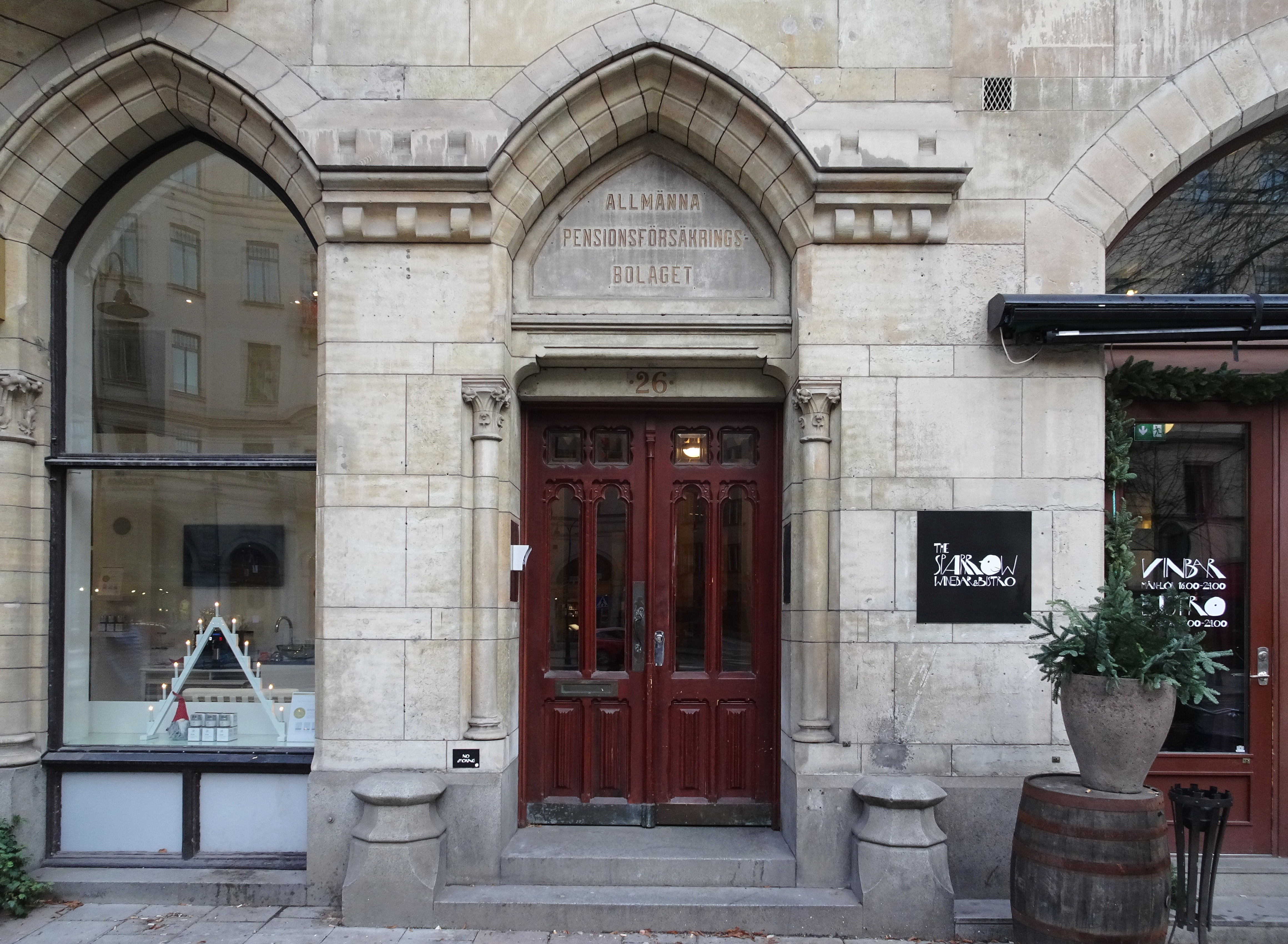
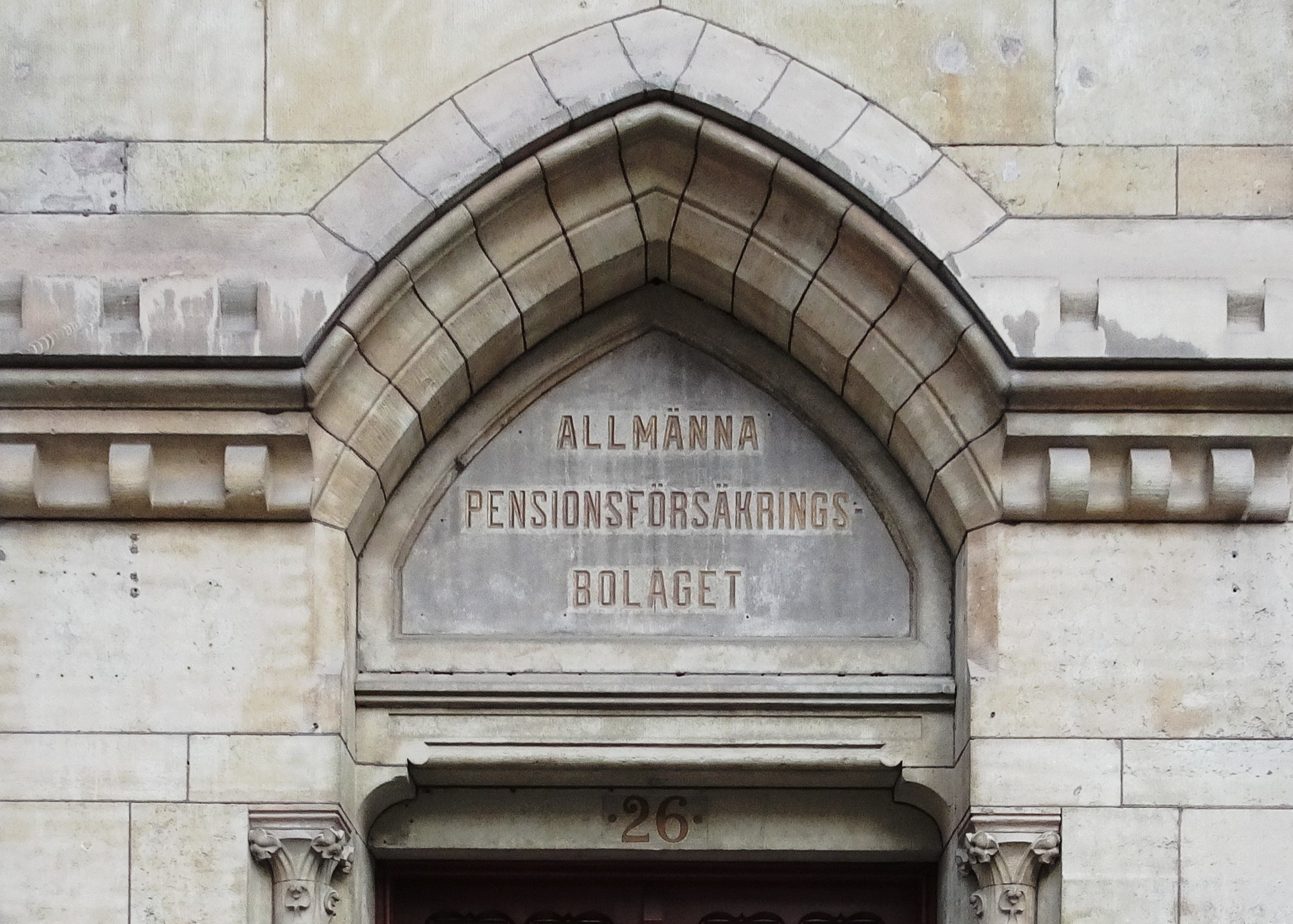